# Гумниська сільська рада
| Гумниська сільська рада — орган місцевого самоврядування у Буському районі Львівської області з адміністративним центром у с. Гумниська. Історична дата утворення: 11 травня 1995 року. Водоймища на території, підпорядкованій даній раді: річка Солотвина. Сільській раді підпорядковані населені пункти: - с. Гумниська - с. Чучмани |

## Склад ради
Рада складається з 12 депутатів та голови.

### Керівний склад ради
| ПІБ                     | Основні відомості                                                 | Дата обрання | Дата звільнення |
| ----------------------- | ----------------------------------------------------------------- | ------------ | --------------- |
| Кравець Тетяна Яремівна | Сільський голова, 1967 року народження, освіта, позапартійна      | 26.03.2006   | 31.10.2010      |
| Кравець Тетяна Яремівна | Сільський голова, 1975 року народження, освіта вища, позапартійна | 31.10.2010   |                 |

Примітка: таблиця складена за даними джерела